# Ischnoptera mexicana
Ischnoptera mexicana es una especie de cucaracha del género Ischnoptera, familia Ectobiidae. Fue descrita científicamente por Saussure en 1862.
Habita en México.